# Каломель
Ка́ломель (от др.-греч. καλός — красивый и μέλας — чёрный) Hg2Cl2 — редкий минерал из класса галогенидов, хлорид ртути(I).

## Свойства
Кристаллизуется в тетрагональной сингонии, дитетрагонально-дипирамидальный класс симметрии. Блеск алмазный; твёрдость по минералогической шкале 1,5. Характеризуется очень высоким двупреломлением. Кристаллы редки и мелки, обычно представляет собой землистые массы или белый порошок. Без вкуса и запаха, нерастворим в воде, спирте и органических растворителях. При действии аммиака чернеет (отсюда название). Почернение происходит вследствие выделения мелкодисперсной ртути.
Плотность 7160 кг/м³, испаряется без плавления; температура возгонки 383,7 °C; очень слабо растворим в воде.

## Нахождение в природе
Вторичный, образуется в зоне окисления ртутных месторождений.

## Применение
Каломель применяют для изготовления каломельных электродов, как катализатор органических реакций. Ранее использовалась в медицине — как противомикробное средство, применяемое наружно в виде мази при заболеваниях роговицы, бленнорее, а также для предохранения от венерических заболеваний (местно). Иногда принимали внутрь как жёлчегонное средство. В настоящее время в медицине практически вытеснен более современными препаратами.
Применялась в XIX веке. Попадая в кишечный тракт, распадается на опасные для здоровья вещества. Как и все соединения ртути, соединение очень токсично, в том числе нейротоксично.